# 柴本重理
柴本 重理（しばもと しげみち、1909年11月24日 - 1992年6月21日）は、日本の経営者。ブリヂストンタイヤ社長を務めた。長野県下高井郡延徳村（現・中野市）出身。

## 経歴
旧制神奈川県立横浜第二中学を経て、1933年に東京帝国大学経済学部経済学科を卒業し、1933年に内国貯金銀行に入行、1939年にブリヂストンタイヤに入社。1947年12月に取締役に就任し、1949年に常務、1958年に専務を経て、1963年3月に副社長に就任し、1973年5月に社長に昇格。1981年3月に会長、1982年3月に取締役相談役を経て、1983年3月から相談役を務めた。
1971年4月に藍綬褒章を受章し、1980年4月に勲二等旭日重光章を受章した。
1992年6月21日心不全のために死去。82歳没。